# Флоема

Будова клітин флоеми

Флоема (те саме, що і луб) — головна провідна тканина судинних рослин, що проводить органічні речовини у низхідному напрямку. Як і ксилема, флоема є комплексною тканиною. Крім провідних елементів до її складу входять клітини основної та механічної тканин, а також луб'яні волокна. Основні клітини флоеми — ситоподібні трубки, які є без'ядерними, тому біля них знаходяться клітини-супутники. Вони послідовно з'єднані між собою поперечними ділянками стінок — ситоподібними пластинками, що мають велику кількість пор, чим нагадують сито.
Луб'яні волокна використовують для виготовлення рогож, кошиків, плетіння мотузків, канатів тощо.
Флоема - недовговічна структура. Функціонує один сезон, рідко два,ще рідше рік. Ситоподібні трубки відмирають,а разом і з ними сплющуються клітини-супутниці.